# Exposition féline
 (août 2017).

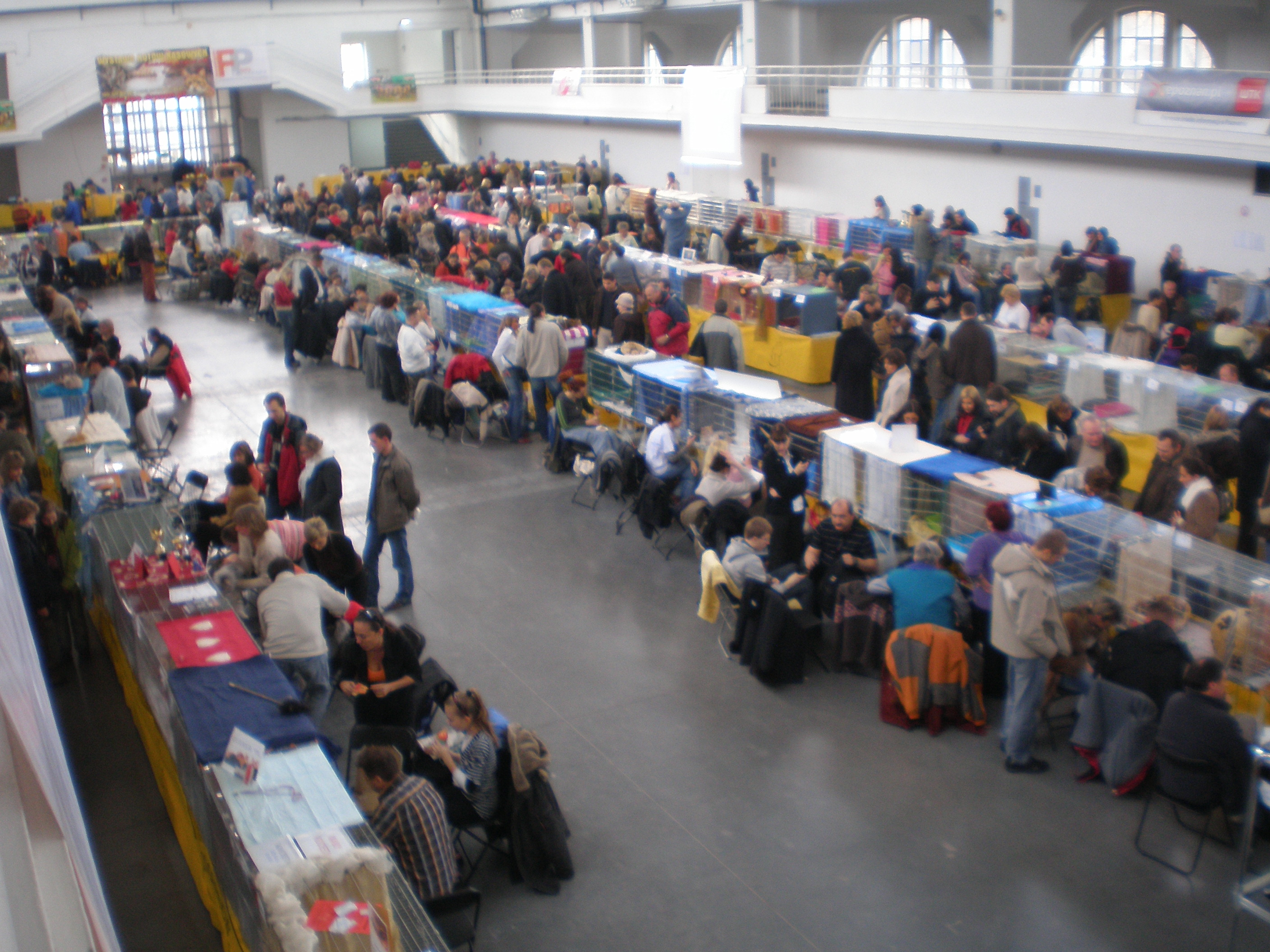
Alignement de cages lors d'une exposition féline en Pologne

Une exposition féline est un concours de conformité aux standards de la race durant lequel éleveurs et particuliers viennent soumettre leurs chats aux critiques d'un jury.
Les expositions félines sont ouvertes à tous les éleveurs et exposants non professionnels possédant un chat de race ou un chat de maison, anciennement appelé chat de gouttière. 

## Déroulement d'une exposition traditionnelle
La journée commence toujours par un contrôle vétérinaire strict de tous les chats inscrits. Les vaccins doivent être en règle, le chat en bonne santé, sans parasite et il doit être identifié au moyen d'un tatouage ou d'une puce électronique. Les copies de tous les documents officiels tel que le pedigree peuvent être demandées.
Les exposants rejoignent alors la ou les cages qui leur ont été attribuées. Généralement les cages sont décorées par les exposants avec des tissus, rideaux, coussins de couleur assortie ou suivant le thème de l'exposition. 
Durant la journée, les chats passent devant un juge qui les examine et les compare au standard et note ses remarques sur une feuille d'évaluation. Afin de mieux juger les chats, ils sont classés par catégories (poils courts, mi-longs ou longs), race, classe (3/6 mois, 6/10 mois, puis selon le rang de champion qu'ils ont), sexe, puis couleur. Pour exemple, toutes les femelles Ragdolls (sexe femelle, catégorie mi-longs, race Ragdoll), de 6 à 10 mois (classe) et de couleur seal mitted seront présentés une à une au jury et comparées entre elles. La meilleure recevra un CAC "Certificat d'aptitude au championnat" permettant d'obtenir des titres, les suivantes un Excellent 2, puis Excellent 3, etc., mais n'auront pas de CAC. Il en va ainsi de suite avec tous les chats présents. Les chats concourant dans des classes plus élevées se voient remettre non des CAC, mais des CACIB "Certificat d'aptitude de champion international", des CAGCIB "Certificat d'aptitude de grand champion international", etc. Les chats stérilisés ou castrés (neutrés) sont jugés séparément dans une classe unique et ont droit à des titres de la même valeur mais étant nommés autrement. Le titre de "Champion" se nomme "Premior", le titre de "Champion international" se nomme "Premior international", etc.
À la fin de la journée, les "Bests" sont remis, ainsi que les différents prix (il s'agit toujours de cadeaux tels que croquettes, brocarde, etc., et non de prix en espèces).

### Les catégories
Il existe trois catégories :
- Poils longs : Persan
- Poils mi-longs : Sacré de Birmanie, Ragdoll, Norvégiens, Maine Coon, Angora Turc, ...
- Poils courts : Abyssin, Siamois, Devon Rex, Bengal...

### Les classes
- CACP (Certificat d’aptitude au Championnat-Chaton) classe 16, chatons 3-6 mois
- CACJ (Certificat d’aptitude au Championnat-Junior) classe 15, chatons 6-10 mois
- CAPP (Certificat d’aptitude au Premior-Chaton) classe 16b, chatons 3-6 mois et
- CAPJ (Certificat d’aptitude au Premior-Junior) classe 15a, chatons 6-10 mois

peuvent être donnés à partir du 1er février 2013, si le chaton a reçu 90 points minimum 
dans le jugement.
Ils doivent obtenir le titre à 3 expositions internationales ou nationales de la WCF de 3 
différents juges.
Les chatons sont séparés par la race, la couleur et le sexe.
Les chatons et juniors neutres participent au Best in Show pour neutres et dans le Rings
WCF neutre.
Cette décision du conseil d'administration de caractère règle entre en vigueur
le 1er février 2013 et sera ajoutée au vote dans l'ordre du jour de la prochaine
assemblée générale.
- Classe CAC : Champion

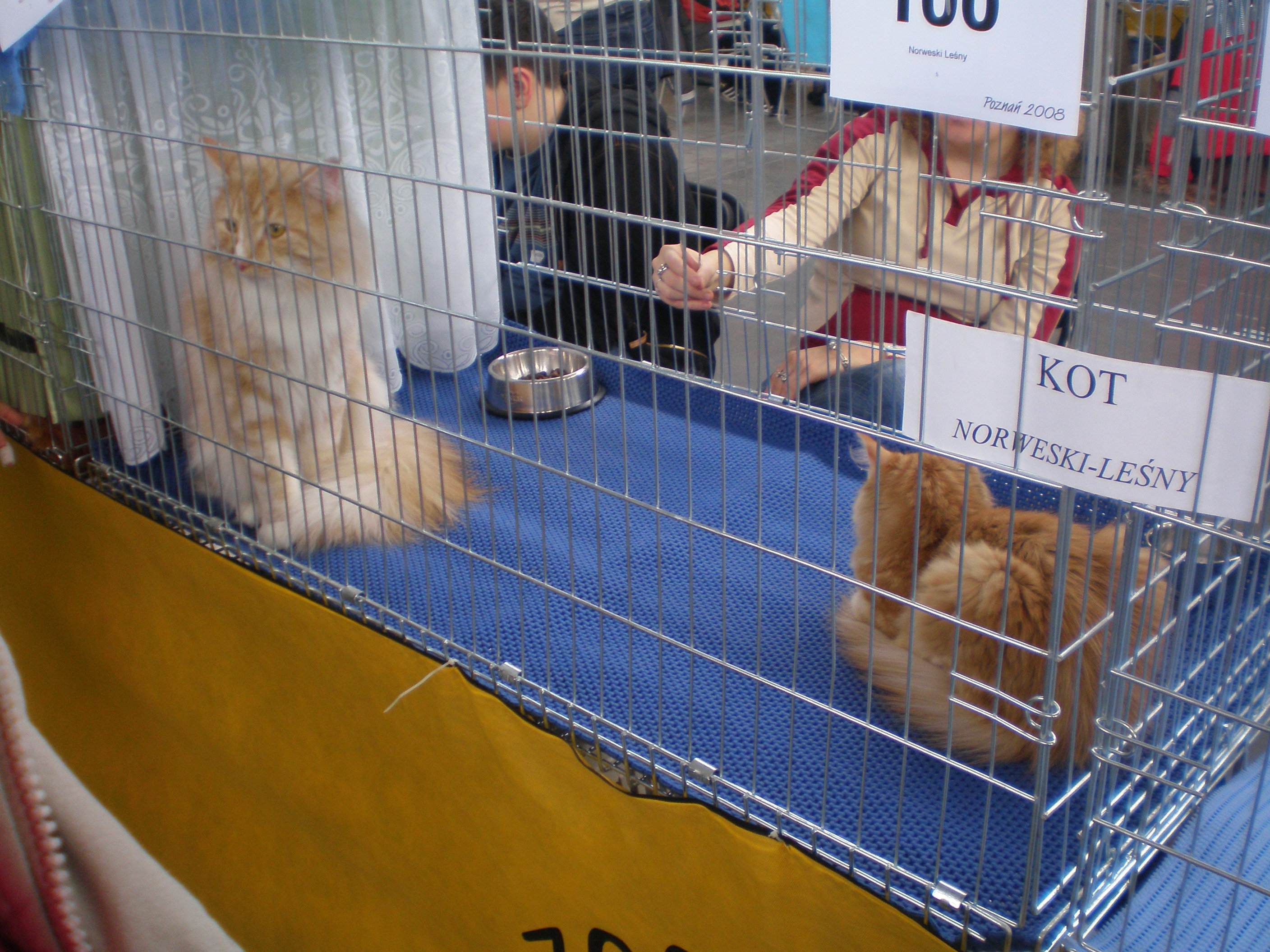
Deux Norvégiens dans une cage lors d'une exposition

- Classe CAP : Premior (pour les neutrés)
- Classe CACIB : Champion International
- Classe CAPIB : Premior International (pour les neutrés)
- Classe CAGCIB : Grand Champion International
- Classe CAGPIB : Grand Premior International (pour les neutrés)
- Classe CACE : Champion d'Europe
- Classe CAPE : Premior d'Europe (pour les neutrés)
- Classe CAGCE : Grand Champion d'Europe
- Classe CAGPE : Grand Premior d'Europe (pour les neutrés)
- Classe d'Honneur : après le Grand Champion d'Europe
- Classe chat de maison : chat sans pedigree (obligatoirement neutrés)

### Les titres
Différents titres sont remis lors des expositions

#### Les titres traditionnels
- Champion* ou Premior** :

Il faut obtenir trois CAC ou CAP par au moins deux juges différents.
- Champion International ou Premior International :

Il faut obtenir trois CACIB ou CABIP dont un à l'étranger par trois juges différents.
- Grand Champion International ou Grand Premior International :

Il faut obtenir quatre CAGCI ou CAGPI dont un à l'étranger, avec au moins trois juges différents.
- Champion d'Europe ou Premior d'Europe :

Il faut obtenir cinq CACE ou CAPE dont deux à l'étranger, avec au moins trois juges différents.
- Grand Champion d'Europe ou Grand Premior d'Europe :

Il faut obtenir cinq CAGCE ou CAGPE dont trois à l'étranger dans deux pays différents, avec cinq juges différents.
[Important]: Le Cursus national a été mis en place au 1er janvier 2007 afin d'améliorer les conditions d'obtention en France des différents titres.
En effet, bon nombre d'éleveurs ne peuvent se rendre à l'étranger pour obtenir des Certificats d'Aptitude internationaux ou européens, bien que les chats méritent, par leurs qualités, d'atteindre ces différents stades de jugement.
Les qualités d'un chat étant indépendantes du lieu où il se trouve, il n'y avait aucune raison pour qu'il soit bloqué dans son cursus du fait qu'il reste en France. Cependant les titres dénommés : d'Europe, International etc. ne pouvant plus par définition être employés, on les remplace par les dénominations suivantes : double champion* ou double premior** (équivalence de champion international ou premior international), triple champion ou triple premior ( équivalence : grand champion international ou grand premior international), quadruple champion ou quadruple premior (équivalence : champion d'Europe ou premior d'Europe) et suprême champion ou suprême premior (équivalence de grand champion d'Europe ou grand premior d'Europe).
Pour l'obtention des certificats de capacité le même barème de points est appliqué et pour l'obtention des équivalences des titres le même nombre de certificats est demandé (seule différence : tous sont obtenus en France).
L'exposant présente son chat de la même manière au juge qui ne se préoccupe pas de son cursus, il juge seulement le chat dans la classe inscrite sur le carton de jugement.
Seuls les chats de race avec pedigree peuvent prétendre à un titre.
Les chats "de maison" ne peuvent que prétendre à acquérir un best "chat de maison".
- le terme de champion est employé pour les chats entiers ; ** le terme de premior est lui employé pour les chats neutrés

#### Les Bests
Viennent ensuite les "Bests". Durant les jugements, les juges peuvent attribuer à des chats particulièrement beaux des titres spéciaux appelés "Best". Cependant, ce n'est pas une obligation et si le juge ne trouve aucun chat satisfaisant, ces prix ne seront pas remis.
- Best variété

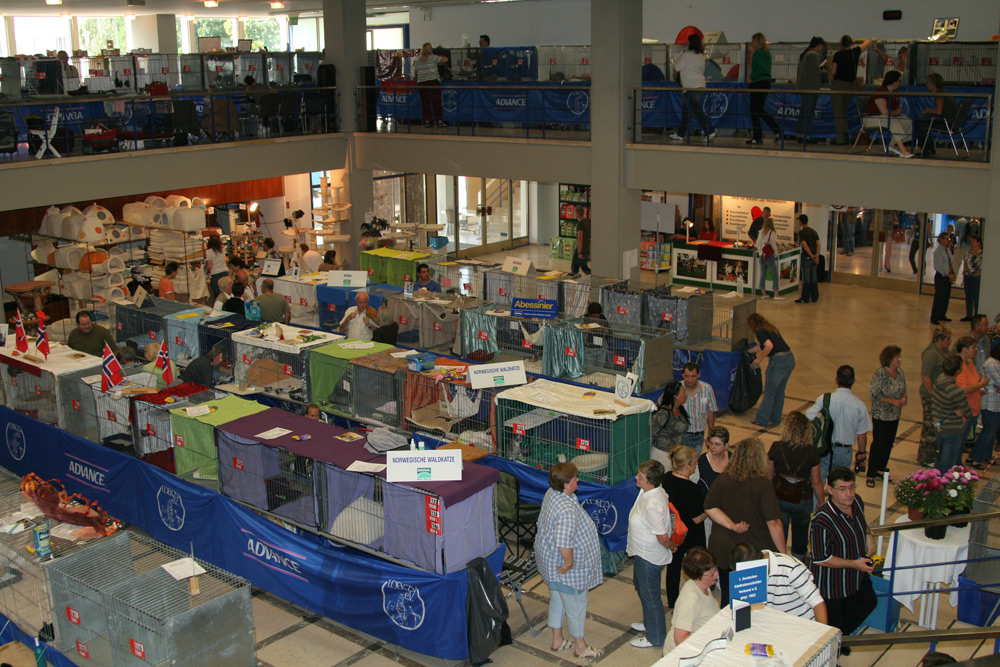
Grande exposition à Coblence, en Allemagne

Il désigne le meilleur chat de sa couleur, toutes classes confondues, dans sa race.
- Best in show

Il désigne le meilleur chat dans sa catégorie, par classe et par sexe.
Par exemple, tous les mâles adultes à poils courts seront à nouveau présentés ensemble aux juges qui voteront à bulletins secrets, tous les chatons femelles de 6 à 10 mois ensemble, etc. Celui qui obtiendra le maximum de votes du jury sera déclaré Best in show.
Il existe donc trois catégories de Best in Show : un pour les chats à poils courts, un pour les poils mi-longs, un pour les poils longs.
- Best of best

Il désigne le meilleur chat de tous les Best in show dans leur catégorie.
Tous les chats qui ont obtenu un Best in show concourent pour ce titre dans les catégories "Best in show 3-6 mois", 6-10 mois", "femelles adultes", "mâles adultes, "femelle neutrée", etc. Les votes se font à bulletins secrets.
Là aussi il existe trois catégories de Best of best : un pour les chats à poils courts, un pour les poils mi-longs, un pour les longs
- Best suprême

Il désigne le meilleur chat des trois Best of Best. Le jury vote à bulletins secrets pour un des trois chats présenté.
Il faut savoir que selon les expositions parfois le suprême n'est attribué que le Dimanche, le best suprême désignera alors le meilleur chat de toute l'exposition, désigné parmi les best of best sur les deux jours.
- Suprême des suprêmes

Il désigne le meilleur Best suprême lorsqu'une exposition dure deux jours. Chaque jour un Best suprême peut être attribué et à la fin des deux jours d'exposition, les deux chats ayant reçu le titre de Best suprême sont présentés aux juges qui votent pour le meilleur des deux.
Le suprême des suprêmes n'est pas toujours attribué (en effet si le best suprême désigne le plus beau chat du week-end, aucun suprême des suprêmes ne sera délivré)

## Déroulement d'une expositionTICA

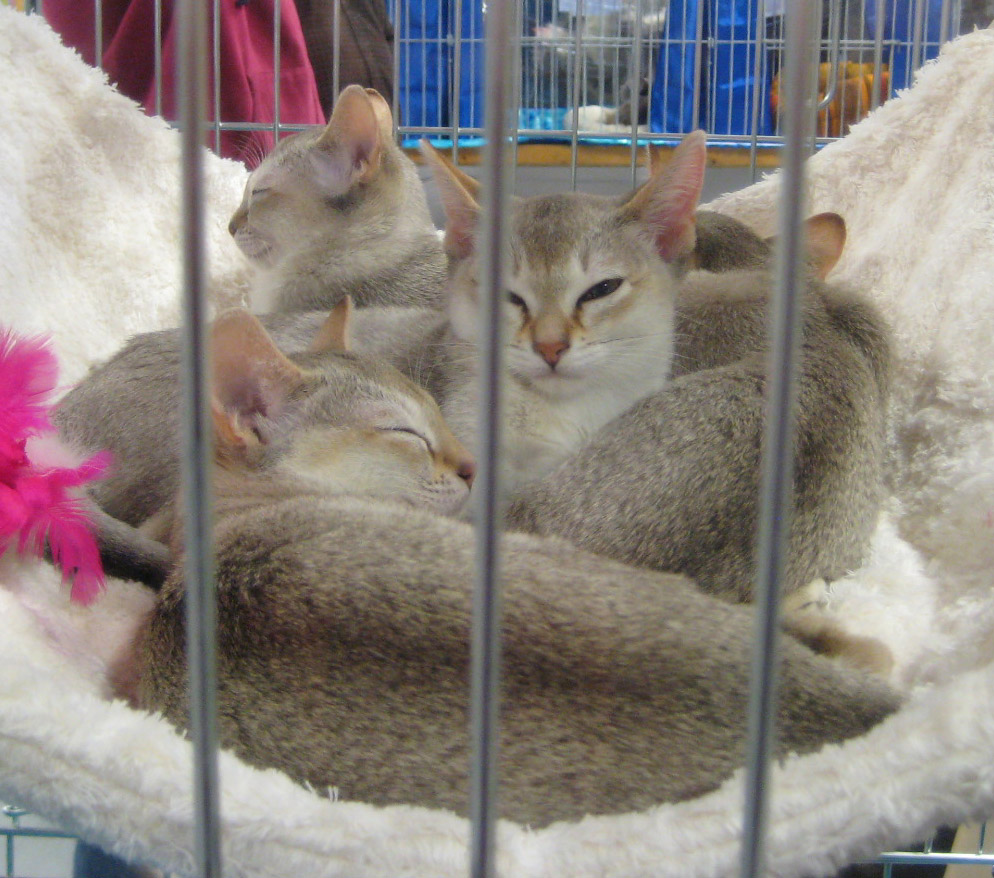
Quatre Singapura en attente de jugement

La journée commence par un contrôle vétérinaire. Ils doivent être en bonne santé, à jour de vaccins, sans parasites et le bout des griffes épointées. Les exposants se rendent ensuite à la cage qui leur a été attribuée. Généralement ils la décorent avec des tissus, rideaux, coussins de couleur assortie ou suivant le thème de l'exposition. La cage doit être aménagée pour le confort du chat avec une litière, de l'eau et de la nourriture à disposition et un endroit où dormir.
Durant la journée les chats sont examinés par un jury. À la différence des expositions traditionnelles, les expositions TICA se déroulent sur des rings dont le nombre peut être variable suivant l'exposition. Chaque chat est appelé sur un ring (il doit passer sur tous les rings durant la journée). Il doit être déposé dans une cage simple. Le juge ne connait ainsi ni le nom du chat ou de son propriétaire ni son statut de champion. Les chats sont sortis des cages un à un et examinés par les juges sur une table, face au public. Les chats sont appelés en fonction de leur race ou de leur division (robe unie, bicolore, particolore), de leur couleur et du patron de la robe (mitted, blotched, mackerel). Cela permet par exemple à des chats qui ne concourent jamais ensemble dans des expositions traditionnelles d'être confrontés l'un à l'autre. Par exemple un Maine Coon et un Oriental, tous les deux avec une robe brown mackerel tabby seront jugés sur le même ring.
Lorsque tous les chats du ring sont jugés, des rubans sont attribués pour donner les points au meilleur de sa couleur ou de sa division :
Pour noter les couleurs les rubans sont les suivants :
- bleu pour le 1er de couleur et 25 points
- rouge pour le 2e de couleur et 20 points
- jaune pour le 3e de couleur et 15 points
- vert pour le 4e de couleur, 10 points
- blanc pour le 5e de couleur, 5 points

Pour noter les divisions les rubans sont les suivants :
- noir pour le 1er de division et 25 points supplémentaires
- violet pour le 2e et 20 points supplémentaires
- orange pour le 3e et 15 points supplémentaires

Arrive ensuite la finale. Un juge annonce au micro la finale dont il s'agit (par exemple "Finale chatons". Les participants doivent aller voir sur les listes affichées si leur chat est sélectionné dans cette finale.
Il existe deux types de finale : la Allbreed qui juge en même temps chatons poils longs, mi-longs et courts, femelles poils longs mi-longs et courts, etc.
et la Speciality qui différencie les chats à poils longs, mi-longs et courts.

### Les titres
Les points sont cumulés d'expositions en expositions pour obtenir les titres de "Champion", "Champion Alter" et "Master".

#### Les Bests
Des prix spéciaux sont attribués en plus des points et des différents titres de champions :
- Best of Color (BOC)

Le juge choisi d'attribuer de 1 à 5 "Best of Color". Par exemple, sur sept Orientaux noirs, le juge attribuera aux cinq meilleurs le titre de Best of Color
- Best of Division (BOD)

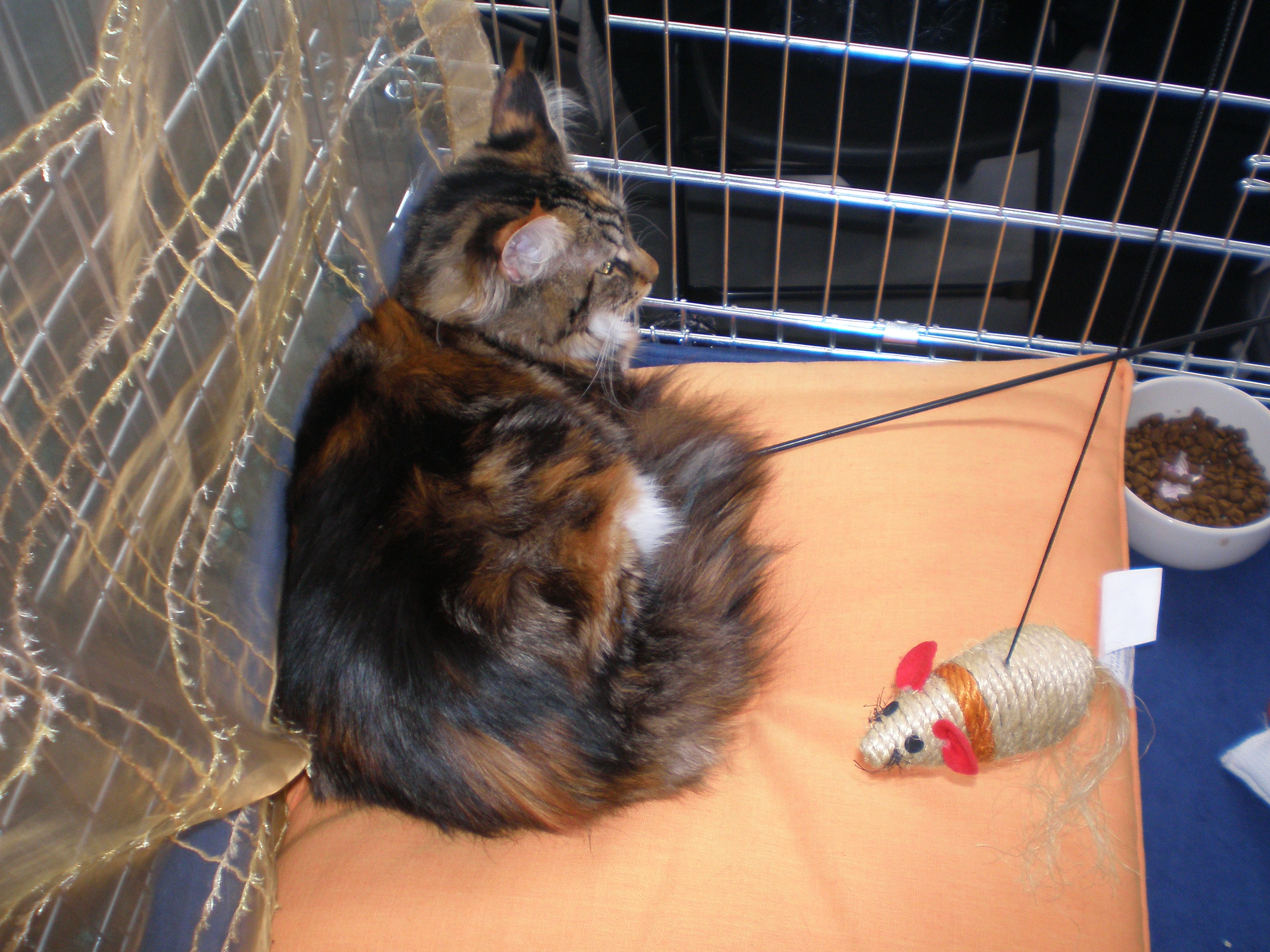
Un Maine Coon dans sa cage lors d'une exposition

Les chats ayant obtenu un Best of Colour concourent pour le Best of Division, qui juge selon la division (uni, bicolor, particolor) du chat. 
Par exemple, les cinq Orientaux noirs ayant obtenu leur BOC seront mis en compétition dans la division "unie" contre d'autres Orientaux unis mais d'une autre couleur (blanc, bleu, ...) ayant également obtenu leur BOC. Il y a le meilleur, puis la deuxième et troisième place.
- Best of Breed (BOB)

Les chats sont jugés par race, indépendamment de la couleur, du dessin de la robe, etc. Il y a également trois places.

### Sources
- (fr) Participer à une exposition
- (en) Showing Your Cat In TICA